# Selamim
O celamim ou selamim é uma antiga unidade de medida de capacidade para secos, usada em Portugal e no Brasil, correspondendo à décima sexta parte de um alqueire (Silva, 1813, II:681).
Hoje em dia, o celamim é usado no Brasil para medidas agrárias. 
| Designação | Braças      | Metros       | Hectares | Estados            |
| Celamim    | 12,5 x 6,25 | 27,5 x 13,75 | 0,04     | MT                 |
| Celamim    | 12,5 x 25   | 27,5 x 55    | 0,15125  | SP, PR, SC, RS, MG |